# Bermuda (abbigliamento)

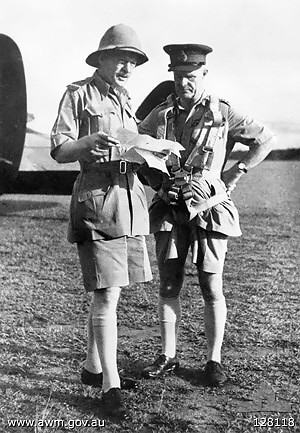
I comandanti britannici Robert Brooke-Popham e Archibald Wavell, durante la seconda guerra mondiale.

I bermuda sono un tipo di pantaloni corti, la cui lunghezza arriva più o meno alle ginocchia. Sono ampiamente indossati, particolarmente in jeans, come abbigliamento casual dagli uomini, mantenendo così il comfort dei tradizionali pantaloni in denim nella versione estiva. Fanno parte anche dell'abbigliamento femminile, ma con alcune differenze di design.

## Origine
Il loro nome deriva dalla loro popolarità nell'arcipelago britannico delle Bermuda, dove viene indossato non soltanto come capo casual, ma anche in occasioni più formali, spesso abbinato anche a giacca e cravatta.
Nascono per fornire una soluzione al divieto imposto da una legge locale alle donne di mostrare le gambe completamente nude. Poco dopo entrano anche nel vestiario maschile.

## Utilizzo
L'esercito britannico adottò l'utilizzo dei bermuda per gli stanziamenti in zone tropicali e nel deserto, ed attualmente essi sono ancora parte della divisa della Royal Navy.

## Varianti

### Pantaloni cargo
Simili ai bermuda per lunghezza sono i pantaloni cargo (cargo-pants), che però si differenziano per avere un taglio "baggy" e, in generale, per essere meno eleganti dei bermuda.

### Costume da bagno bermuda
Comunemente si indica con il termine "bermuda" anche il costume da bagno maschile a pantaloncino corto.